# Anna Riwkin-Brick

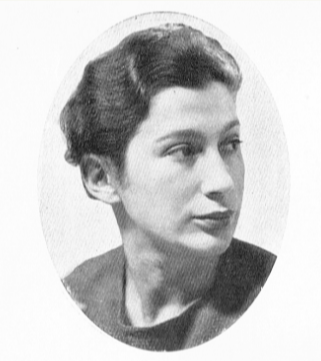
Anna Riwkin-Brick.

Anna Riwkin-Brick; hebräisch ריבקין־בריק חנה‎; (* 10. Juni 1908 in Homel, Russisches Kaiserreich, heute Belarus als Anna Riwkin; † 18. Dezember 1970 in Israel) war eine schwedische Fotografin. Sie spezialisierte sich auf Tanz-, Theater- und Porträtfotografie, ist aber auch für ihre Kinderbücher (zu denen u. a. Astrid Lindgren Texte verfasste), Reiseberichte und insbesondere die Dokumentationen über das Leben der Samen, Roma und Juden in Schweden bekannt.

## Leben
Riwkin-Bricks jüdische Geburtsfamilie emigrierte in ihrer frühen Kindheit zunächst nach Deutschland und 1914 dann nach Schweden. Sie war seit 1929 mit dem schwedischen Journalisten, Schriftsteller und Übersetzer Daniel Brick verheiratet.

## Ausbildung und Karriere
Nach ihrer Schulzeit absolvierte sie ein Praktikum beim Hoffotografen Benkow in Stockholm. 1928 eröffnete sie ihr erstes eigenes Atelier. Sie war ein aktives Mitglied künstlerischer und literarischer Kreise in Stockholm.
Anna Riwkin-Brick dokumentierte das jüdische Leben in Schweden wie auch, aufgrund ihres Engagements für den Zionismus, Leben und Entwicklungen in Israel. Gemeinsam mit ihrem Mann Daniel Brick veröffentlichte sie Bücher über Palästina (1948) und Israel (1955). Ihre Fotos aus Israel wurden regelmäßig in der Zeitschrift Judisk Krönika (Jüdische Chronik), die ihr Mann herausgab, veröffentlicht.
1955 wurde eines ihrer bekanntesten Bilder, ein Porträt einer protestierenden Frau aus Israel, in der Ausstellung The Family of Man im New Yorker Museum of Modern Art (MoMA) gezeigt.
In den 1950er und 1960er Jahren veröffentlichte Riwkin-Brick eine Reihe von Fotobilderbüchern für Kinder, die ein großer Verkaufserfolg wurden und in mehrere Sprachen übersetzt worden sind, so zum Beispiel das Buch Randi bor i Norge mit Text von Astrid Lindgren. Im Jahr 2014 begab sich die Regisseurin Dvorit Shargal auf die Suche nach den fotografierten Kindern und drehte einen 50-minütigen Film (Where is Elle Kari and what happened to Noriko-san?) darüber, was aus diesen Kindern geworden war. Außerdem trafen sich Noiriko und Eva aus den Büchern erneut in Tokyo. Es folgten noch zwei weitere Filme über die Buchreihe Africa! Sia lives on Kilimanjaro und Where is Lilibet the Circus child and what happened in Honolulu?.
1977/78 wurde postum ihren Fotos zusammen mit denen von Karl Sandels und Curt Gotlin im MoMA eine Ausstellung gewidmet. Anna Riwkin-Bricks Arbeiten sind derzeit unter anderem im Jüdischen Museum Stockholm, im Moderna Museet in Stockholm und in der Fotografiska, ebenfalls in Stockholm, vertreten.

## Auszeichnungen
- 1963: Elsa Beskow-Plakette

## Bibliografie (Auswahl)
| Jahr               | Titel (deutsch)              | Originaltitel                                     | Reihe               | Autor               | Deutsche Übersetzung        |
| ------------------ | ---------------------------- | ------------------------------------------------- | ------------------- | ------------------- | --------------------------- |
| 1950, deutsch 1961 | Nomaden des Nordens          | Vandrande                                         |                     | Elly Jannes         | Margot Franke               |
| 1951, deutsch 1975 | Elle Kari                    | Elle Kari                                         | Kinder unserer Erde | Elly Jannes         | ohne Angabe des Übersetzers |
| 1955               |                              | Zigenarväg                                        |                     | Ivar Lo-Johansson   |                             |
| 1956               | Neitah                       | Neitah                                            |                     | Edith Klatt         | deutsches Buch              |
| 1956, deutsch 1956 | Noriko-San                   | Eva möter Noriko-san                              | Kinder unserer Erde | Astrid Lindgren     | ohne Angabe des Übersetzers |
| 1958, deutsch 1958 | Sia wohnt am Kilimandscharo  | Sia bor på Kilimandjaro                           | Kinder unserer Erde | Astrid Lindgren     | ohne Angabe des Übersetzers |
| 1956               | Bergit und Andaras           | Bergit und Andaras                                |                     | Edith Klatt         | deutsches Buch              |
| 1959, deutsch 1959 | Lasse aus Dalarna            | Mina svenska kusiner                              | Kinder unserer Erde | Astrid Lindgren     | Margot Franke               |
| 1960, deutsch 1960 | Carl Milles und Millesgarden | Carl Milles och Millesgården                      |                     | Karl Axel Arvidsson | ohne Angabe des Übersetzers |
| 1960, deutsch 1960 | Lilibet, das Zirkuskind      | Lilibet, cirkusbarn                               | Kinder unserer Erde | Astrid Lindgren     | Margot Franke               |
| 1961, deutsch 1962 | Mokihana                     | Mokihana bor på Hawaii                            | Kinder unserer Erde | Eugénie Söderberg   | Margot Franke               |
| 1962, deutsch 1962 | Marko in Jugoslawien         | Marko bor i Jugoslavien                           | Kinder unserer Erde | Astrid Lindgren     | Margot Franke               |
| 1963, deutsch 1987 | Japi aus Holland             | Jackie bor i Holland                              | Kinder unserer Erde | Astrid Lindgren     | Margot Franke               |
| 1964, deutsch 1964 | Eli aus Israel               | Eli bor i Israel                                  | Kinder unserer Erde | Leah Goldberg       | Margot Franke               |
| 1965, deutsch 1965 | Randi aus Norwegen           | Randi bor i Norge                                 | Kinder unserer Erde | Astrid Lindgren     | Margot Franke               |
| 1966, deutsch 1967 | Wanthai aus Thailand         | Noy bor i Thailand                                | Kinder unserer Erde | Astrid Lindgren     | Silke von Hacht             |
| 1967, deutsch 1968 | Gennet aus Äthiopien         | Gennet bor i Etiopien                             | Kinder unserer Erde | Vera Forsberg       | Thyra Dohrenburg            |
| 1968, deutsch 1969 | Matti aus Finnland           | Matti bor i Finland                               | Kinder unserer Erde | Astrid Lindgren     | Thyra Dohrenburg            |
| 1969, deutsch 1970 | Mirjam aus Israel            | Miriam bor i en kibbutz                           | Kinder unserer Erde | Cordelia Edvardson  | Thyra Dohrenburg            |
| 1970, deutsch 1971 | Salima aus Kaschmir          | Salima bor i Kashmir                              | Kinder unserer Erde | Vera Forsberg       | Thyra Dohrenburg            |
| 1970               |                              | För människans skull - en bok om familjeplanering |                     | Vera Forsberg       |                             |